# ConocoPhillips
ConocoPhillips Company (NYSE: COP) je americká energetická nadnárodní korporace se sídlem v Houstonu, Texas. Je to 2. největší zpracovatel ropy ve Spojených státech, 5. největší soukromá energetická korporace na světě a 10. největší korporace podle obratu. Patří též do Fortune 500.
Vznikla spojením společností společností Conoco Inc. (Continental Oil and Transportation Company) a Phillips Petroleum Company z 30. srpna 2002.

## Prodej ropných produktů
ConocoPhillips prodává ropu a ropné deriváty pod značkami Conoco, Phillips 66 a Union 76 v Americe, pod značkou Jet v Evropě, ProJET v Malajsii a TurkPetrol v Turecku.
| Země                   | Název                  | Sídlo                                     | Kapacita zpracování (barelů/den) |
| ---------------------- | ---------------------- | ----------------------------------------- | -------------------------------- |
| Spojené státy americké | Wood River Refinery    | Roxana, Illinois                          | 306                              |
| Německo                | Wilhelmshaven Refinery | Wilhelmshaven                             | 260                              |
| Spojené státy americké | Alliance Refinery      | Belle Chasse, Louisiana                   | 247                              |
| Spojené státy americké | Sweeny Refinery        | Old Ocean, Texas                          | 247                              |
| Spojené státy americké | Bayway Refinery        | Linden, New Jersey                        | 238                              |
| Spojené státy americké | Lake Charles Refinery  | Westlake, Louisiana                       | 239                              |
| Spojené království     | Humber Refinery        | North Lincolnshire                        | 265                              |
| Spojené státy americké | Ponca City Refinery    | Ponca City, Oklahoma                      | 187                              |
| Spojené státy americké | Trainer Refinery       | Trainer, Pensylvánie                      | 185                              |
| Spojené státy americké | Borger Refinery*       | Borger, Texas                             | 146                              |
| Spojené státy americké | Los Angeles Refinery   | Carson, Kalifornie/Wilmington, Kalifornie | 139                              |
| Spojené státy americké | San Francisco Refinery | Rodeo, Kalifornie                         | 120                              |
| Spojené státy americké | Ferndale Refinery      | Ferndale, Washington (stát)               | 105                              |
| Spojené státy americké | Santa Maria Refinery   | Arroyo Grande, Kalifornie                 | 48                               |
| Irsko                  | Whitegate Refinery     | Cork                                      | 71                               |
| Spojené státy americké | Billings Refinery      | Billings, Montana                         | 118                              |
| Malajsie               | Melaka Refinery        | Melaka                                    | 58                               |
| Německo                | MIRO Refinery*         | Karlsruhe                                 | 56                               |
| Česko                  | Czech Refineries*      | Kralupy nad Vltavou, Litvínov             | 27                               |

* označuje joint venture.

Největší energetické společnosti světa včetně ConocoPhillips
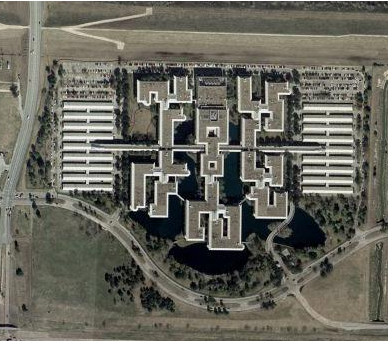
Ústředí ConocoPhillips ve Houstonu
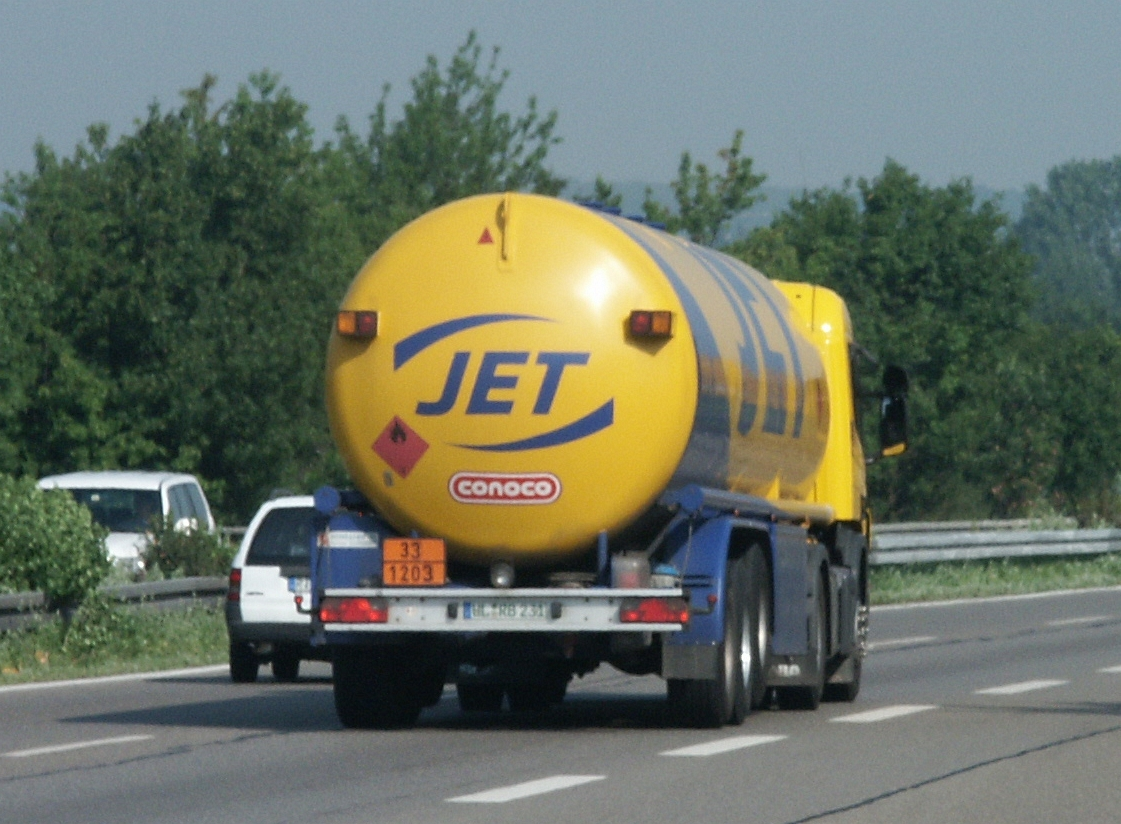
Značka Jet, pod kterou ConocoPhillips prodává v Evropě
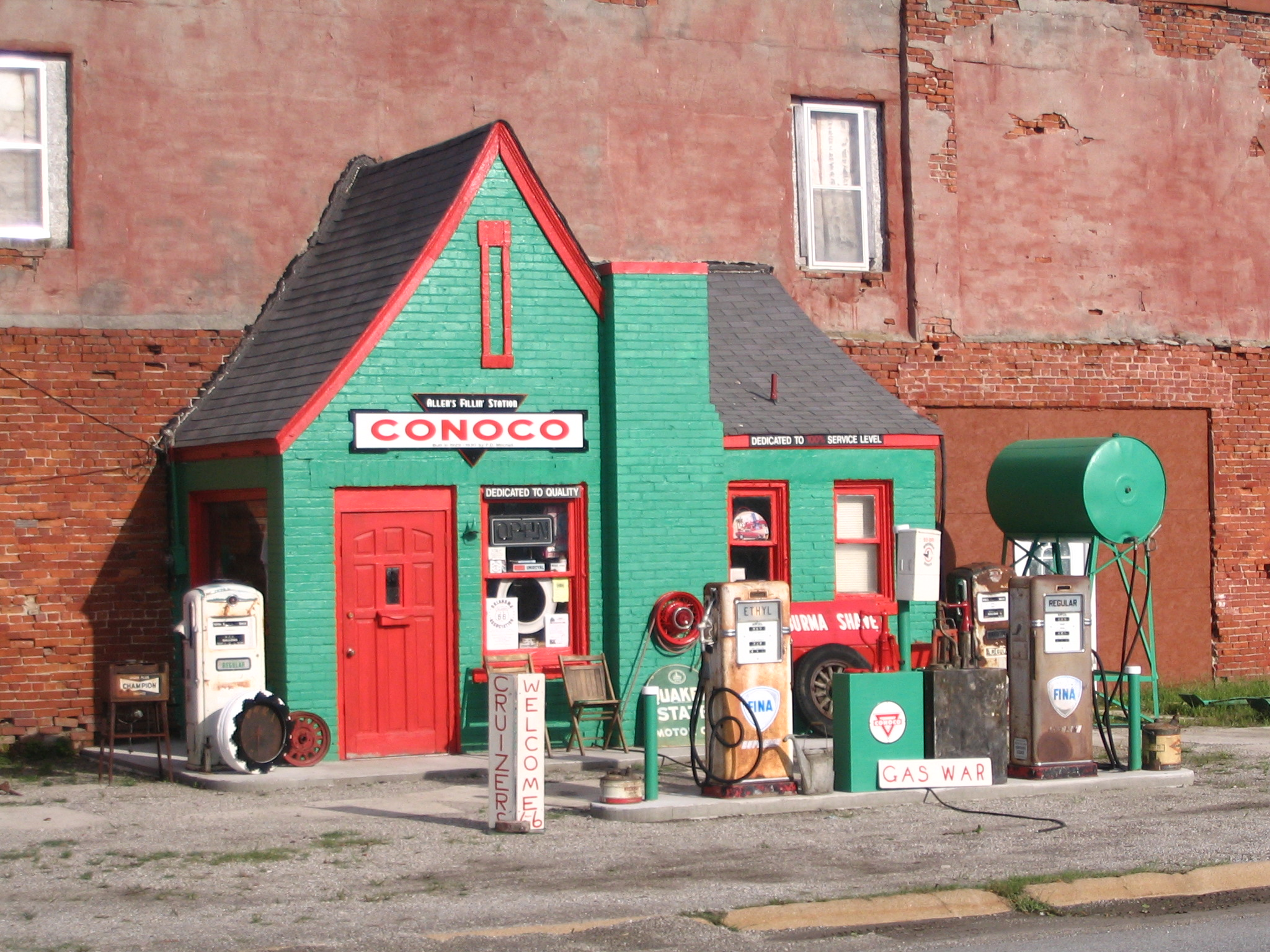
Stará čerpací stanice Conoco